# Croton rutilus
Croton rutilus är en törelväxtart som först beskrevs av Robert Hippolyte Chodat och Emil Hassler, och fick sitt nu gällande namn av Grady Linder Webster. Croton rutilus ingår i släktet Croton och familjen törelväxter. Inga underarter finns listade i Catalogue of Life.